# Ряды предпочтительных чисел (в технике)
Ряды предпочтительных чисел (в технике) — это упорядоченная последовательность чисел, предназначенная для унификации значений технических параметров.
Ряды предпочтительных чисел создаются на основе числовых последовательностей. Это могут быть:
- арифметическая прогрессия. Например, шкала обычной линейки: 0 — 5 — 10 — 15 — … , с постоянным членом ряда (разность между последующими и предыдущими значениями), равным 5;
- ступенчато-арифметическая прогрессия. Например, ряды посадочных размеров внутренних колец подшипников качения, для которых в ряду диаметров от 20 мм до 110 мм постоянный член ряда составляет 5 мм, в ряду диаметров от 110 мм до 200 мм — 10 мм и в ряду диаметров свыше 200 мм — 20 мм;
- геометрическая прогрессия. Например, количество листов в тетрадях разных объёмов: 12 — 24 — 48 — 96 , то есть ряд со знаменателем прогрессии q=2;
- смешанная арифметическо-геометрическая прогрессия. Например, стандартные диаметры метрической резьбы: …- 1,2 — 1,6 — 2 — 2,5 — 3 — 4 — 5 — 6 — 8 — 10 — … .

Арифметическим рядам свойственна относительная неравномерность расположения соседних членов: старшие члены ряда расположены относительно ближе, чем младшие. У геометрических прогрессий этот недостаток отсутствует, и поэтому они применяются чаще.
Наиболее распространены геометрические прогрессии со знаменателем q={\displaystyle {\sqrt[{n}]{10}}}, где степень корня n= 5, 10, 20, 40, 80. Это — стандартные ряды предпочтительных чисел (ГОСТ 8032-84), соответственно обозначаемые R5, R10, R20, R40, R80. Они связаны с именем французского военного инженера Шарля Ренара, который первым в XIX веке предложил использовать для этих целей геометрическую прогрессию со знаменателем n=5.
Каждый ряд содержит в каждом десятичном интервале соответственно 5, 10, 20 и 40 различных чисел. Более редкий ряд всегда является предпочтительным по отношению к более частому. Значения часто используемых первых четырех рядов в порядке их предпочтения:
- R5: 1 — 1,6 — 2,5 — 4 — 6,3;
- R10: 1 — 1,25 — 1,6 — 2 — 2,5 — 3,15 — 4 — 5 — 6,3 — 8;
- R20: 1 — 1,12 — 1,25 — 1,4 — 1,6 — 1,8 — 2 — 2,24 — 2,5 — 2,8 — 3,15 — 3,55 — 4 — 4,5 — 5 — 5,6 — 6,3 — 7,1 — 8 — 9.
- R40: R20 и 1,06 — 1,18 — 1,32 — 1,5 — 1,7 — 1,9 — 2,12 — 2,36 — 2,65 — 3 — 3,35 — 3,75 — 4,25 — 4,75 — 5,3 — 6 — 6,7 — 7,5 — 8,5 — 9,5.

Члены этих рядов по сравнению с точными значениями округлены в пределах 1,3 %. Предпочтительные числа других десятичных порядков получают умножением или делением на 10, 100 и т. д.
В электротехнике применяют ряды E, рекомендованные ГОСТ 28884-90 (МЭК 63-63), со знаменателем геометрической прогрессии q={\displaystyle {\sqrt[{k}]{10}}}, степени корня k которого равны 3, 6, 12 …: Е3, Е6, Е12,….
- E3: 1 — 2,2 — 4,7;
- E6: 1 — 1,5 — 2,2 — 3,3 — 4,7 — 6,8;
- E12: 1 — 1,2 — 1,5 — 1,8 — 2,2 — 2,7 — 3,3 — 3,9 — 4,7 — 5,6 — 6,8 — 8,2.

Ряды предпочтительных чисел широко применяются в технике. Так, на основе рядов предпочтительных чисел разработаны ряды нормальных линейных размеров (ГОСТ 6636-69). Они обозначаются как Ra5, Ra10, Ra20, Ra40, Ra80 и имеют большую степень округления (порядка 5 %). Для угловых размеров в ГОСТ 8908-81 приведены три ряда нормальных углов.
Применение этих рядов позволяет:
- унифицировать посадочные размеры деталей (как следствие, например, в серийном производстве сокращается количество типоразмеров деталей, необходимых для комплектации разных изделий),
- использовать типовой сортамент и заготовки (листы, трубы, круги, проволока и т. д.),
- использовать типовой инструмент (свёрла, фрезы и т. д.).

Рекомендации по использованию нормальных линейных размеров не распространяется:
- на случаи применения стандартных величин размеров (например, модуль зацепления, диаметр резьбы),
- на случаи применения стандартных деталей и сопряженных с ними размеров (например, посадочные диаметральные размеры стандартных подшипников качения),
- при назначении значений размеров, являющихся результатом оптимизационных расчетов.